# Manuel Planas y Casals
Manuel Planas y Casals (Barcelona, 1837-Barcelona, 1907) —aparece también como Manuel Planas i Casals en fuentes en catalán— fue un abogado y político español. Senador por la provincia de Burgos en 1872, miembro y dirigente en Cataluña del Partido Conservador, diputado provincial por San Sadurní de Noya, y Villafranca del Penedés, diputado por Barcelona, presidente de la diputación de Barcelona y también gobernador civil de esta. Fue considerado en su época como un hombre de Cánovas en Cataluña, así como una figura visible del caciquismo por parte del partido conservador. Apareció caricaturizado en revistas satíricas como La Campana de Gràcia o L'Esquella de la Torratxa con el mote de Pantorrilles.